# The Story of Sue San

The Story of Sue San (Yu tang chun) est un film hongkongais réalisé par King Hu, sorti en 1964.
Il s'agit d'une adaptation d'une histoire de Feng Menglong.

## Fiche technique
- Titre : The Story of Sue San
- Titre original : Yu tang chun
- Réalisation : King Hu
- Scénario : King Hu
- Société de production : Shaw Brothers
- Pays d'origine : Hong Kong
- Format : Couleurs - 2,35:1 - Mono - 35 mm
- Genre : Huangmei diao (film musical)
- Durée : 107 minutes
- Date de sortie : 1964

## Distribution
- Betty Loh Ti : Su San
- Chao Lei : Wang Jinlong

- Chen Yunhua : deuxième sœur de Jinlong
- Ching Miao : père de Jinlong
- Fang Yin
- Gao Baoshu : femme de Shen
- Hong Wei : Brothel Madam
- Ku Wen-chung : Wang Ding
- Li Ching
- Li Kun : Jin
- Li Ying : ministre Liu
- Mo Chou : Gui Hong
- Ouyang Sha-fei : première sœur de Jinlong
- Tien Feng : Senior Official Liu
- Wang Chong : Zhao Ang
- Yang Chih-ching : Shen Yanlin
- Yiu Kuang-chao : magistrat
- Angela Yu Chien : servante
- Zhang Cong : Senior Official Pan
- Zhu Mu : Su Lao-po